# Bistum Bouar
Das Bistum Bouar (lateinisch Dioecesis Buarensis) ist ein römisch-katholisches Bistum mit Sitz in Bouar in der Zentralafrikanischen Republik.

## Geschichte
Papst Paul VI. gründete es mit der Apostolischen Konstitution  Peramplum Berberatensis  am 27. Februar 1978 aus Gebietsabtretungen des Bistums Berbérati und wurde dem Erzbistum Bangui als Suffragandiözese unterstellt.

## Bischöfe von Bouar
- Armando Umberto Gianni OFMCap, 1978–2017
- Mirosław Gucwa, seit 2017